# Nikolaus Prinz

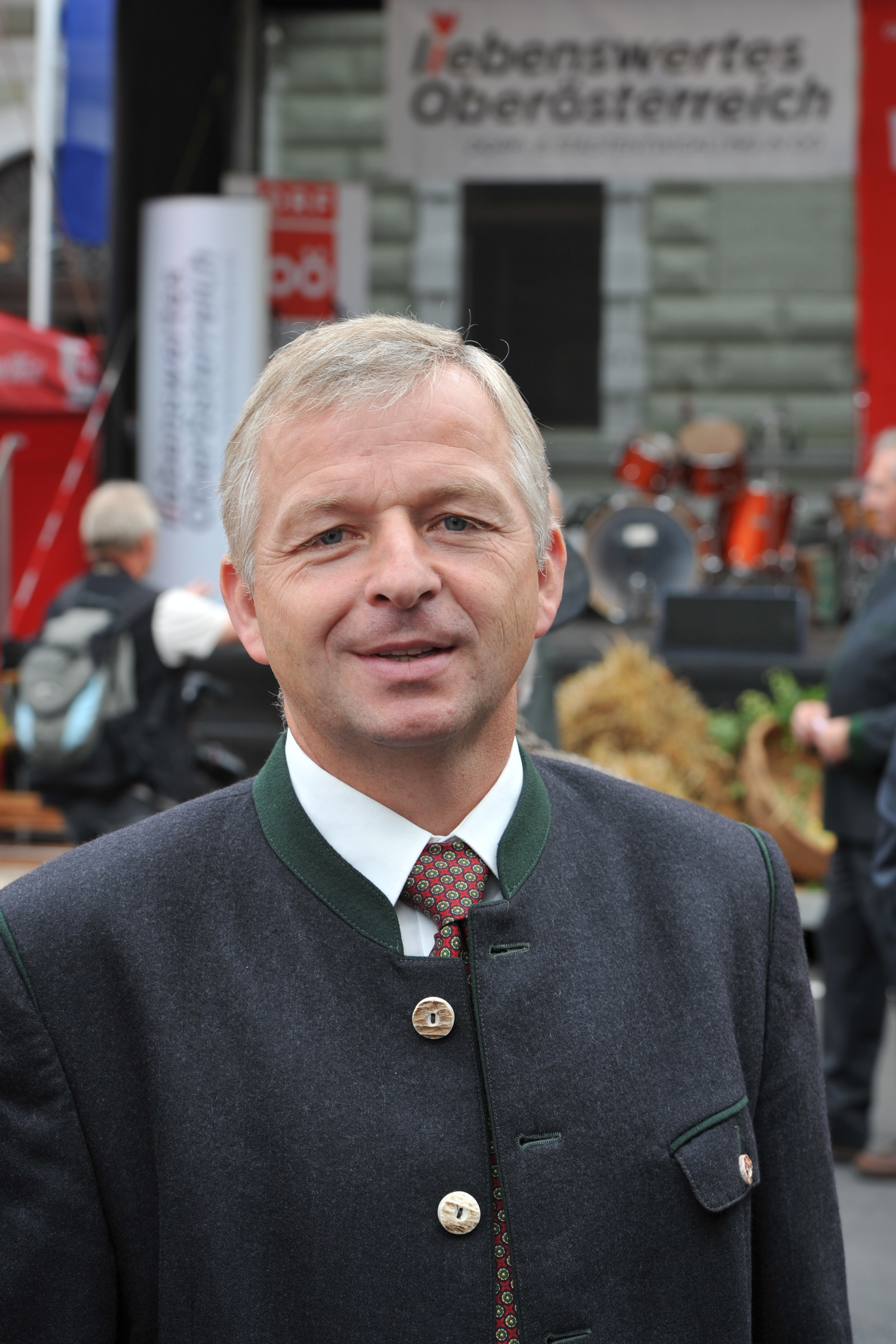
Nikolaus Prinz (2012)

Nikolaus Prinz (* 25. Juli 1962 in Waldhausen im Strudengau) ist ein österreichischer Landwirt, Politiker (ÖVP). Von Oktober 1999 bis Oktober 2024 war er Abgeordneter zum Österreichischen Nationalrat. 

## Ausbildung und Beruf
Nikolaus Prinz besuchte von 1968 bis 1972 die Volksschule in St. Nikola an der Donau und im Anschluss die Hauptschule in Waldhausen. Zwischen 1976 und 1977 wechselte er an landwirtschaftliche Fachschule in Katsdorf, zwischen 1978 und 1980 besuchte er die land- und forstwirtschaftliche Berufsschule, wo er den Beruf des Landwirts erlernte. 1985 legte Prinz die Meisterprüfung ab. 
Prinz arbeitete zwischen 1977 und 1991 in der elterlichen Landwirtschaft, seit 1991 ist er selbständiger Landwirt. 

## Politik
Nikolaus Prinz war zwischen 1995 und 1999 Vizepräsident der Landwirtschaftskammer Oberösterreich und war ab 1995 Landesobmann-Stellvertreter des Oberösterreichischen Bauernbundes. Prinz ist zudem seit 1989 Ortsparteiobmann der ÖVP St. Nikola an der Donau und seit 1998 Bezirksparteiobmann-Stellvertreter der ÖVP Perg. 2002 wurde Prinz zum Bürgermeister von St. Nikola gewählt. 
Prinz vertritt die ÖVP seit dem 29. Oktober 1999 im Nationalrat. 
2020 übergab er seine Funktion als Landesobmann der oberösterreichischen Nebenerwerbslandwirte nach 25 Jahren an Regina Aspalter.